# Festival du chocolat
Un festival du chocolat est une manifestation lors de laquelle est célébré le chocolat. On y trouve généralement des chocolatiers qui présentent leurs créations.

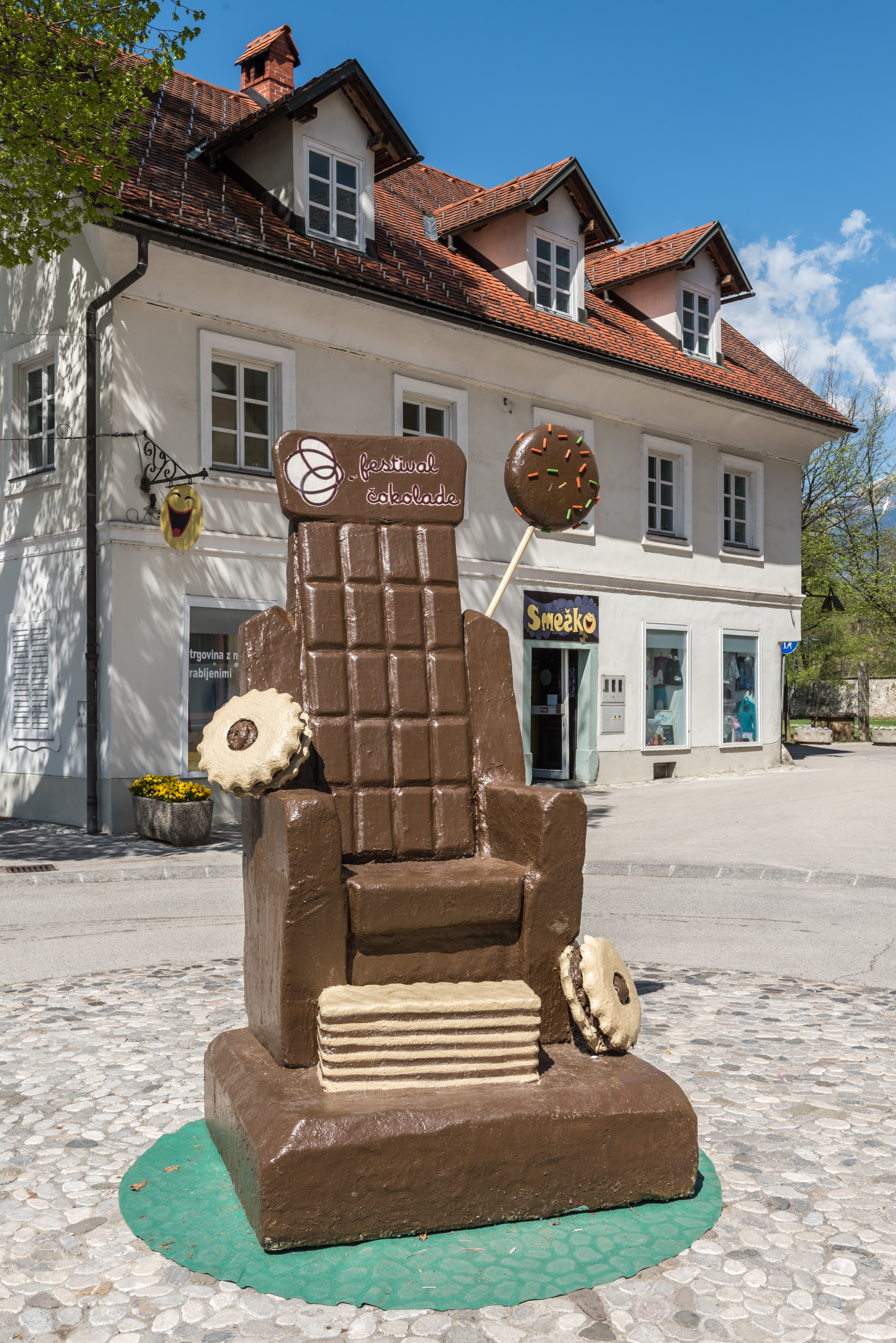
Un trône en chocolat au festival de Radovljica en Slovénie.

## Exemples
- Festichoc, le festival du chocolat de Versoix (canton de Genève, Suisse).
- Salon du chocolat (Paris, France).
- Eurochocolate (également nommée Eurochoc), est une foire annuelle dédiée au chocolat qui se déroule au mois d'octobre à Pérouse, en Italie.